# Еноярви
Еноярви  — пресноводное озеро на территории Кестеньгского сельского поселения Лоухского района Республики Карелии.

## Общие сведения
Площадь озера — 5,3 км², площадь водосборного бассейна — 69,1 км². Располагается на высоте 257,0 метров над уровнем моря.
Форма озера лопастная, продолговатая: оно более чем на одиннадцать километров вытянуто с северо-запада на юго-восток. Берега изрезанные, каменисто-песчаные, возвышенные, местами заболоченные.
С южной стороны в Еноярви впадает протока, вытекающая озера Толпанъярви. В северо-западной оконечности Еноярви протокой соединяется с озером Хауласелькя, из которого вытекает река Исойоки, сразу пересекая Российско-финляндскую границу. В итоге, проходя по территории Финляндии через ряд проток и озёр, воды Еноярви попадают в реку Куусинкийоки, впадающую уже снова на территории России в реку Оуланкайоки (в нижнем течении — Оланга), которая в конечном итоге впадает в Пяозеро.
В озере расположено около двух десятков безымянных островов различной площади, рассредоточенных по всей площади водоёма, однако их количество может варьироваться в зависимости от уровня воды.
Населённые пункты и автодороги вблизи водоёма отсутствуют.
Код объекта в государственном водном реестре — 002020000411102000000667.